# NGC 1274
NGC 1274 is een elliptisch sterrenstelsel in het sterrenbeeld Perseus. Het hemelobject werd op 4 december 1875 ontdekt door de Ierse astronoom Lawrence Parsons.

## Synoniemen
- PGC 12413
- MCG 7-7-62
- ZWG 540.102